# Leder und Schuh
Leder & Schuh AG er en østrigsk fodtøjsvirksomhed med over 2.321 ansatte på 206 lokationer.
Leder & Schuh kendes for skobutikskæderne Humanic og Shoe 4 You, som har butikker i Østrig, Tyskland, Slovakiet, Tjekkiet, Polen, Slovenien og Ungarn.
Virksomhedens historie begyndte i 1872 da "D.H. Pollak & Co" blev etableret i Graz, Steiermark, hvor "Leder & Schuh International AG" fortsat har hovedkvarter.